# Чортория (Вижницький район)
Чортори́я — село в Україні, у Брусницькій сільській громаді Вижницького району Чернівецької області. 

## Географія
Буковинське село Чортория розташоване за 36 км від обласного центру та 36 км від районного центру, на правому березі річки Черемош, на околиці села протікає річка Волочанка, через село пролягає автошлях Т 2601 Чернівці — Вашківці — Вижниця.
У селі розташований Чорторийський парк, а неподалік від села — Чорторийський орнітологічний заказник.

## Історія
Чортория згадується в перше письмових документах XV століття.
З 24 серпня 1991 року село входить до складу незалежної України.
12 червня 2020 року, відповідно з розпорядження Кабінету Міністрів України № 729-р «Про визначення адміністративних центрів та затвердження територій територіальних громад Чернівецької області», село увійшло до складу Брусницької сільської громади.
17 липня 2020 року, в результаті адміністративно-територіальної реформи та ліквідації Кіцманського району, село увійшло до складу Вижницького району.

## Населення

### Мова
Розподіл населення за рідною мовою за даними перепису 2001 року:
| Мова       | Кількість | Відсоток |
| ---------- | --------- | -------- |
| українська | 669       | 97.66%   |
| російська  | 11        | 1.61%    |
| румунська  | 5         | 0.73%    |
| Усього     | 685       | 100%     |

## Пам'ятки
Серед архітектурних пам'яток село відоме одним з найкрасивіших палаців Буковини — палацом Манеску (палац Рутковського), в якому тепер міститься психоневрологічний будинок-інтернат. У селі також є стара дерев'яна церква, яку за легендою Черемошем було переправлено з Карпат.

## Видатна особа
Уродженець села:
- Миколайчук Іван Васильович — український кіноактор, кінорежисер, сценарист, письменник та видатний діяч української кіноіндустрії. Зіграв 34 ролі в кіно, написав 9 сценаріїв та має дві режисерські роботи.Українська марка з портретом Івана Миколайчука

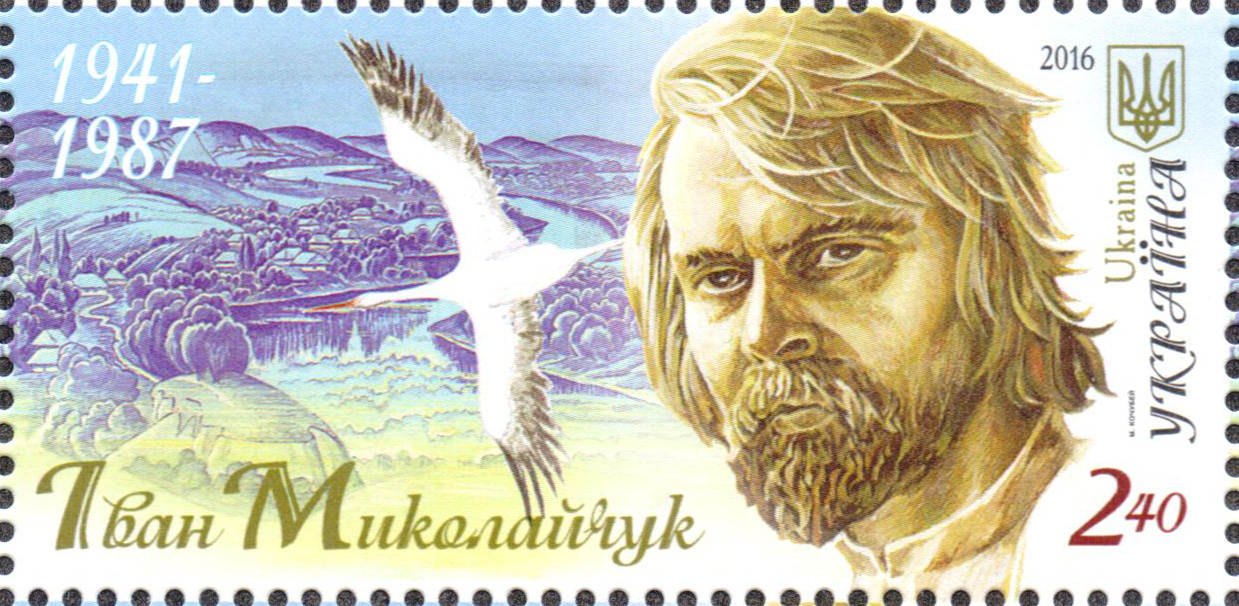
Українська марка з портретом Івана Миколайчука

В селі знаходиться Мистецько-меморіальний музей-садиба Івана Миколайчука. Чорторию відвідали відомі актори та режисери, друзі Миколайчука, серед них Сергій Параджанов. 
Щороку 15 червня, в день народження актора Івана Миколайчука, у селі проводиться масштабне свято-фестиваль «На гостини до Івана» із вшануванням пам'яті митця біля його бюсту поряд з садибою-музеєм, концертом народних та фольклорних колективів, театру та ярмарком з відвідувачами зі всієї Чернівецької області

## Галерея

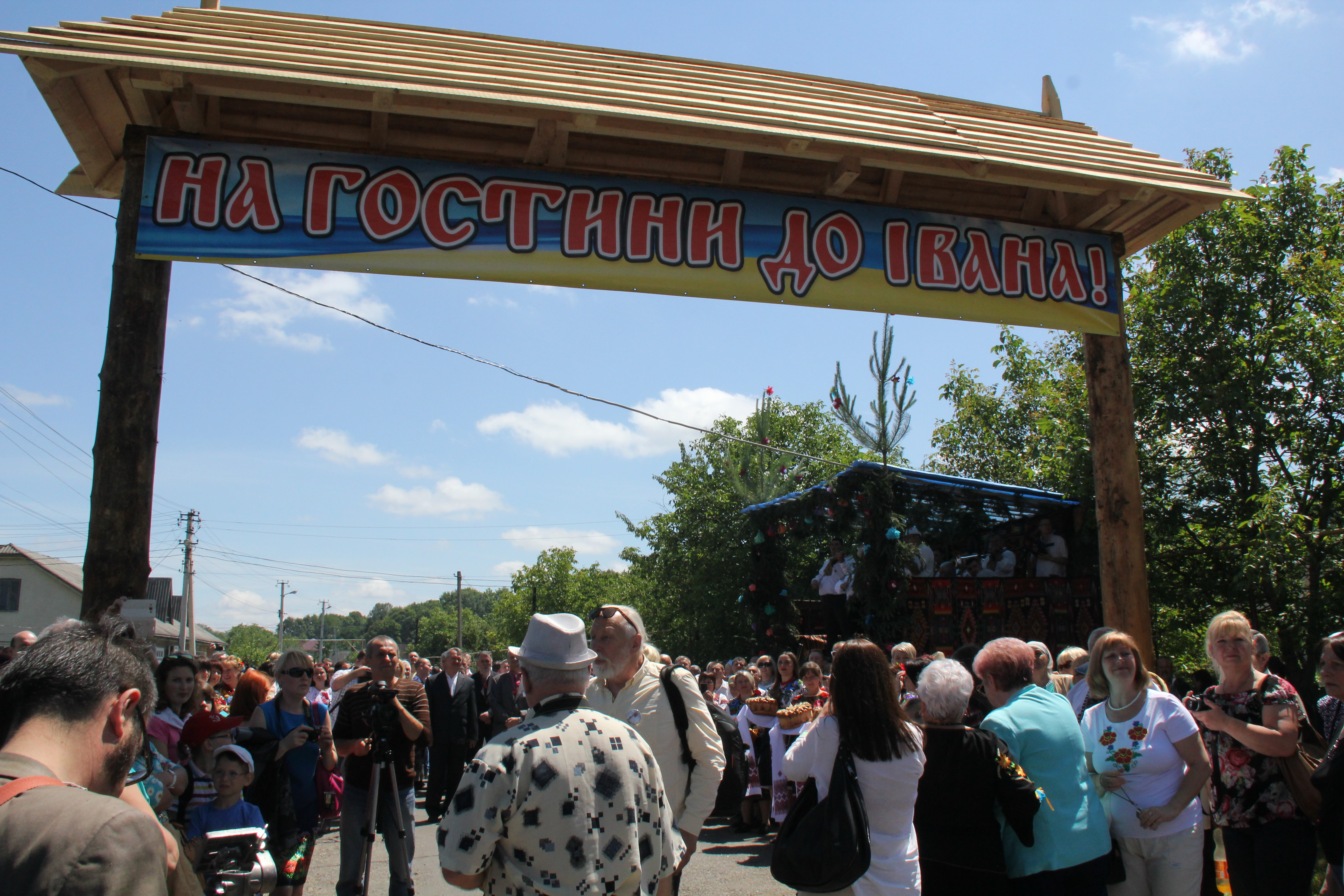
На в'їзді до Чорториї під час фестивалю «На гостини до Івана»
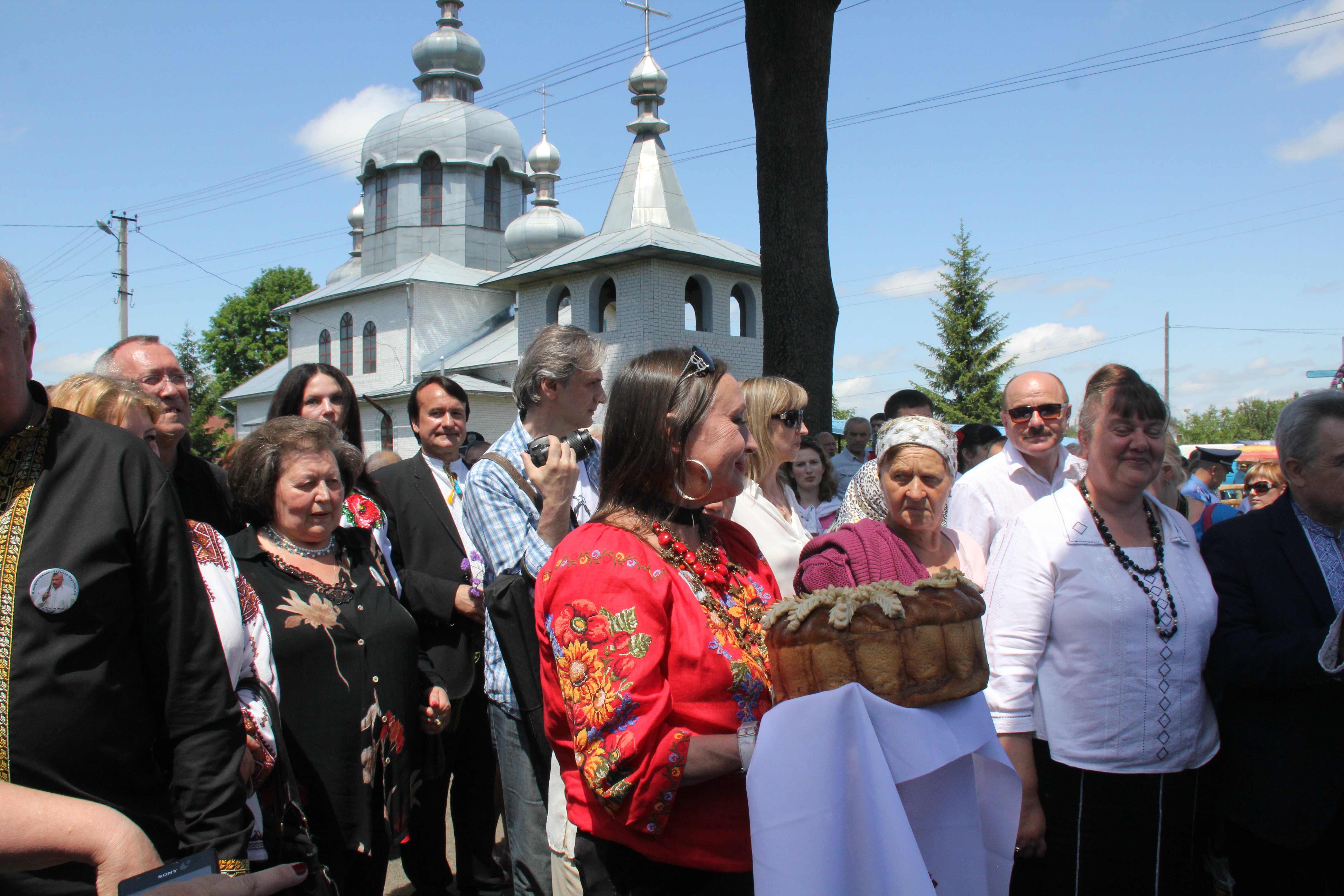
Гості та учасники ювілейного фестивалю «На гостини до Івана», серед яких акторка Лариса Кадочникова
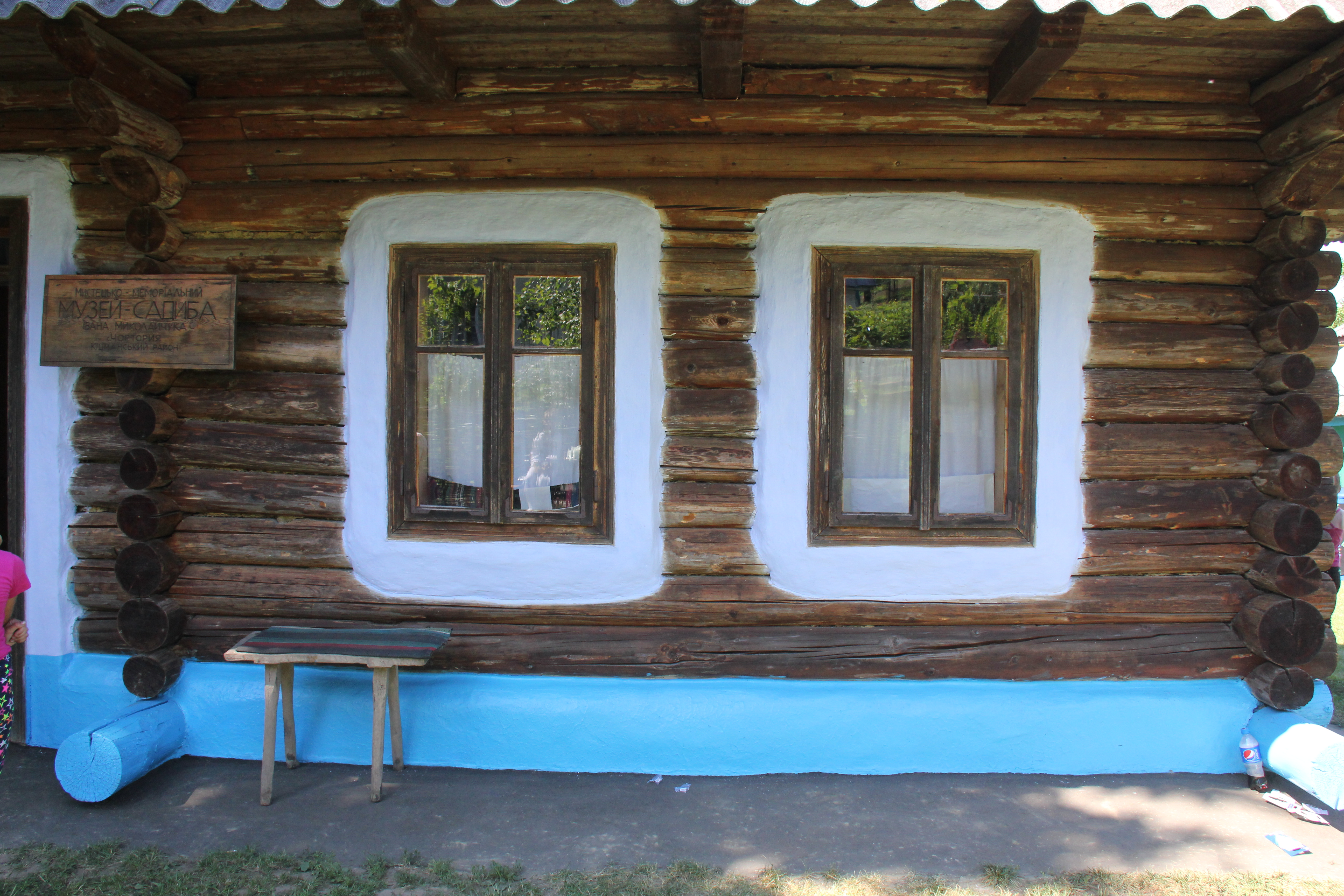
Музей-садиба Івана Миколайчука
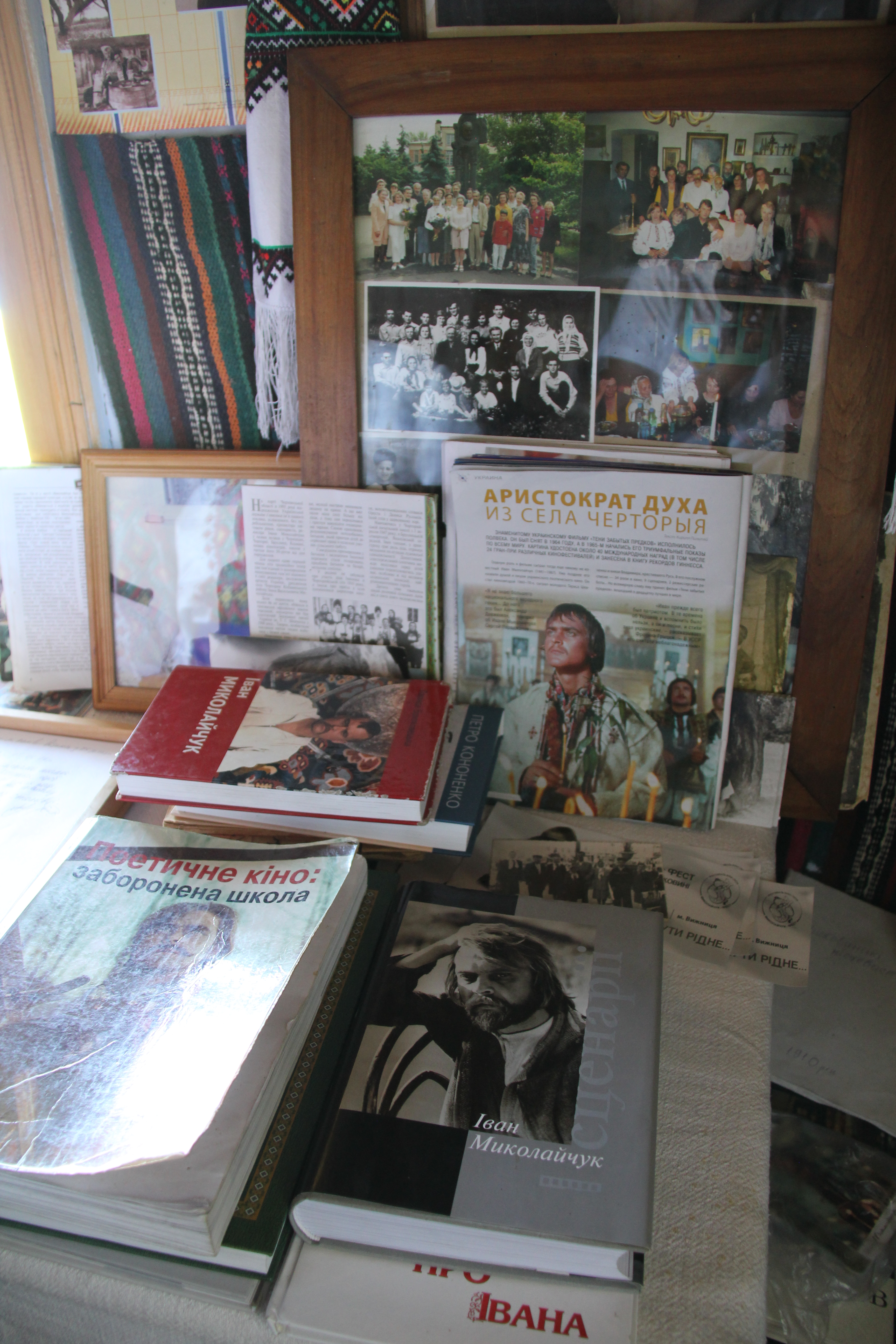
Інтер'єр музею-садиби Івана Миколайчука
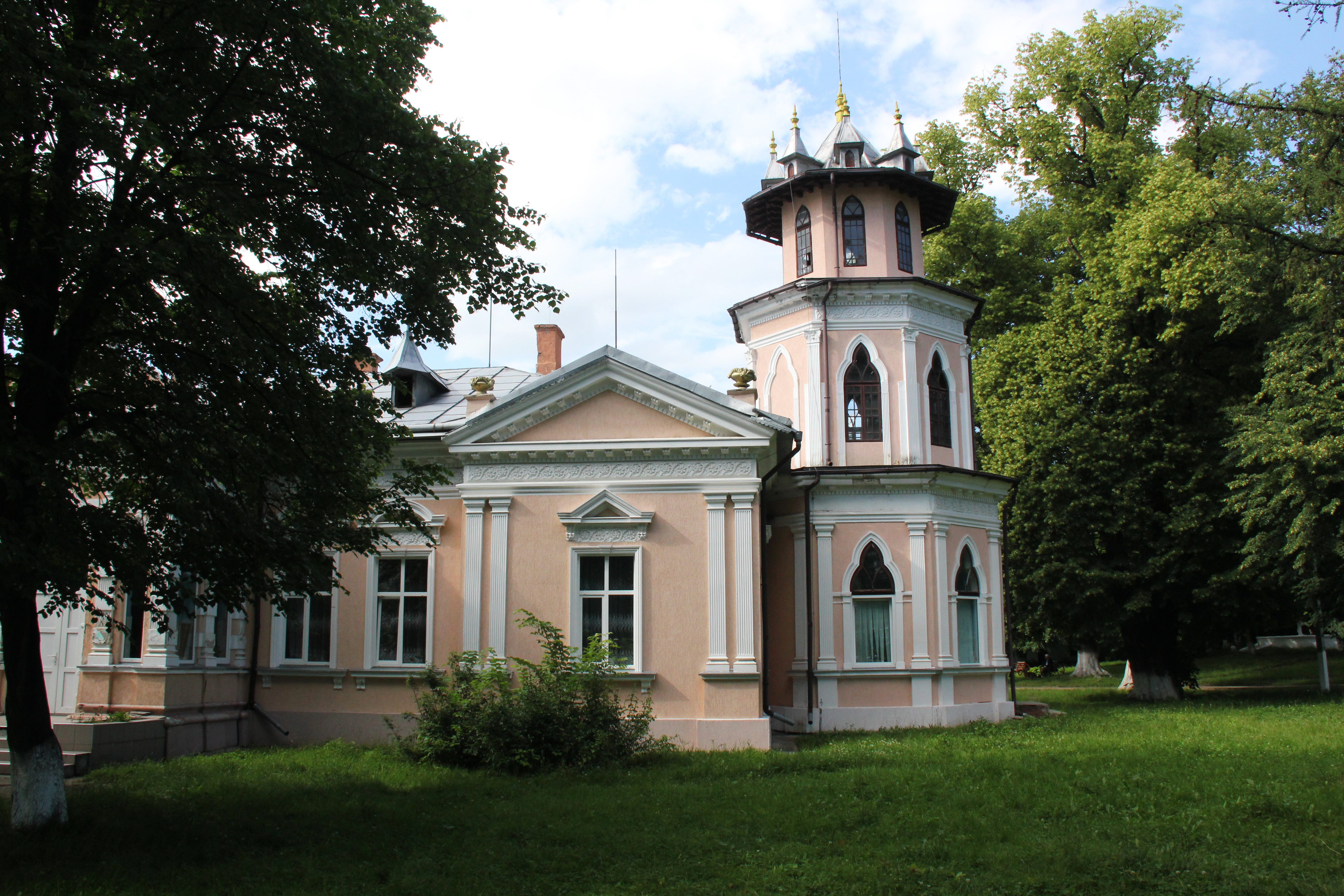
Чорторийський психоневрологічний будинок-інтернат у приміщенні палацу Манеску
- На фестивалі «На гостини до Івана» у Чорториї
- На фестивалі «На гостини до Івана» у Чорториї
- Дерев'яна церква